# سجاد صالحویچ
سجاد صالحویچ (بوسنیایی: Sejad Salihović؛ زاده ۸ اکتبر ۱۹۸۴) بازیکن فوتبال اهل بوسنی و هرزگوین است.